# Silhouettella
Genre
Silhouettella est un genre d'araignées aranéomorphes de la famille des Oonopidae.

## Distribution
Les espèces de ce genre se rencontrent au Asie, en Afrique et en Europe.

## Liste des espèces
Selon World Spider Catalog (version 19.0, 22/06/2018) :
- Silhouettella betalfa Saaristo, 2007
- Silhouettella curieusei Benoit, 1979
- Silhouettella loricatula (Roewer, 1942)
- Silhouettella osmaniye Wunderlich, 2011
- Silhouettella perisalma Álvarez-Padilla, Ubick & Griswold, 2015
- Silhouettella perismontes Álvarez-Padilla, Ubick & Griswold, 2015
- Silhouettella saaristoi Ranasinghe & Benjamin, 2018
- Silhouettella snippy Ranasinghe & Benjamin, 2018
- Silhouettella tiggy Ranasinghe & Benjamin, 2018
- Silhouettella tomer Saaristo, 2007
- Silhouettella usgutra Saaristo & van Harten, 2002

## Publication originale
- Benoit, 1979 : Contributions à l'étude de la faune terrestre des îles granitiques de l'archipel des Séchelles (Mission P.L.G. Benoit - J.J. Van Mol 1972). Oonopidae (Araneae). Revue de Zoologie Africaine, vol. 93, p. 185-222.